# Solanum volubile
Solanum volubile là loài thực vật có hoa trong họ Cà. Loài này được Sw. miêu tả khoa học đầu tiên năm 1899.